# Црква Светог Трифуна у Малом Мокром Лугу
Црква Светог Трифуна је црква Српске православне цркве који се налази у насељу Мали Мокри Луг у београдској општини Звездара.

## Опште информације
Црква се налази у улици 20. октобра 13ц, у београдском насељу Мали Мокри Луг, а припада Архијерејском намесништву београдском у саставу Архиепископије београдско-карловачке.
Изградња цркве започета је 1994. године, црква је изграђена 1995. године, а 1998. освештали су је патријарх Павле и митрополит дабробосански Николај. Носи име чудотворца, заштитника воћара, виноградара и заљубљених – Светог Трифуна.